# Markuška
Markuška (Hongaars: Márkuska) is een Slowaakse gemeente in de regio Košice, en maakt deel uit van het district Rožňava.
Markuška telt 165 inwoners.